# سوزن العليا (كيسكان)
سوزن العلیا (بالفارسية: سوزن علیا) هي قرية تقع في إيران في قسم كيسكان الريفي. يقدر عدد سكانها بـ 220 نسمة بحسب إحصاء 2016.